# Cluff Lake Airport
Cluff Lake Airport är en flygplats i Kanada.   Den ligger i provinsen Saskatchewan, i den centrala delen av landet, 2 700 km nordväst om huvudstaden Ottawa. Cluff Lake Airport ligger 336 meter över havet.
Terrängen runt Cluff Lake Airport är platt. Trakten runt Cluff Lake Airport är nära nog obefolkad, med mindre än två invånare per kvadratkilometer.. Det finns inga samhällen i närheten.
I omgivningarna runt Cluff Lake Airport växer i huvudsak barrskog.